# Hör mal, wer da hämmert
Hör mal, wer da hämmert (Originaltitel: Home Improvement) ist eine US-amerikanische Sitcom, die 1991 bis 1999 in 204 Episoden auf ABC lief. Die Serie spielt in Detroit und basiert auf der Stand-up-Comedy des Hauptdarstellers Tim Allen. Sie wurde von Matt Williams, Carmen Finestra und David McFadzean entwickelt. Sie gehört zu den erfolgreichsten Serien der 1990er Jahre und war gleichzeitig das Sprungbrett für Tim Allens und Pamela Andersons Karrieren als Schauspieler.
In Deutschland lief die Sitcom zuerst ab 1992 unter dem Titel Die Heimwerker (zwei Folgen), 1993 als Der Dünnbrettbohrer und 1994 wieder als Der Heimwerker im Ersten. Ab 1996 wurde die Serie in einer neuen Synchronfassung als Hör mal, wer da hämmert bei RTL ausgestrahlt.
Die Serie handelt vom Alltag des Moderators der Heimwerkersendung Tool Time Tim Taylor (Tim Allen), Tims Frau Jill (Patricia Richardson), den Söhnen Brad, Randy und Mark (Zachery Ty Bryan, Jonathan Taylor Thomas und Taran Noah Smith) sowie dem Nachbarn Wilson (Earl Hindman) und Tims Assistenten Al Borland (Richard Karn). Grundmotive der einzelnen Episoden sind Probleme im Umfeld der Familie sowie Heimwerkeraufgaben, die Tim mit übertriebenen technischen Mitteln zu bewältigen versucht, was meist mit Unfällen endet.

## Handlung

Logo der Firma Binford

Tim Taylor, der selbsternannte „Heimwerkerkönig“ (im Original Tim „The Toolman“ Taylor), ist der schlagfertige Moderator der Heimwerkersendung Tool Time, die vom fiktiven Werkzeughersteller Binford Tools („Binford-Werkzeuge“) gesponsert wird. Er wohnt mit seiner Familie in Detroit (Michigan). Sein Assistent ist der alleinstehende Schreiner Al Borland, der mit seiner behäbigen Art zur Zielscheibe von Tims Witzen wird. Tim ordnet alles seinem Leitspruch „Mehr Power!“ (More Power!) unter und versucht handwerkliche Aufgaben oft dadurch zu bewältigen, dass er die benutzten Werkzeuge leistungssteigernd frisiert, was meistens mit der Zerstörung des Werkzeugs oder des zu bearbeitenden Gegenstands endet, hin und wieder auch mit einem Besuch Tims in der Notaufnahme des örtlichen Krankenhauses. Während sich Tim generell sehr ungeschickt anstellt und gleichermaßen besserwisserisch wie sachunkundig auftritt, hat er im naiv-bodenständigen Al einen sachkundigen und fingerfertigen Partner, der Tims Arbeitsweise kritisch gegenübersteht.
Verheiratet ist Tim mit der gutmütigen, aber bestimmenden Jill Taylor, die ihren Ehemann stets davon abzuhalten versucht, im Haus etwas zu reparieren oder die Leistung eines Geräts zu steigern, da dies auch hier meist mit Zerstörung und Unfällen endet. Zu kämpfen hat sie auch mit der Autovernarrtheit ihres Mannes: Tim steckt große Teile seiner Freizeit und Ersparnisse ins Basteln an Hot Rods. Sie selbst hat kein Faible für Technik und studiert in späteren Staffeln Psychologie. Trotz aller Reibereien rauft sich das Paar immer wieder zusammen. Die Söhne der Taylors sind Brad, Mark und Randy. Brad ist der älteste, ein guter Sportler und beliebt in der Schule. Der mittlere, Randy, ist ein Sprücheklopfer und bekommt die besten Schulnoten der drei. Mark ist der jüngste und ständiges Opfer von Streichen und Witzeleien seiner älteren Brüder.
Bei Problemen steht Tim immer sein Nachbar Wilson als Ratgeber zur Seite. Er ist ein erfahrener Mann von Welt, der mit Tim in seinem Hinterhof über den Gartenzaun hinweg redet. Um Tim zu helfen, zitiert Wilson Philosophen oder benutzt Analogien, was Tim immer missversteht, worauf ihm Wilson die zugrundeliegende Botschaft erklären muss, die sich jeweils als hilfreich erweist. Seltener suchen Jill oder die drei Söhne bei Wilson Rat.
Auffällig ist, wie sich die der Serienstruktur zu Anfang der dritten Staffel ändert: So brach man von da an mit dem klassischen Sitcom-Konzept von in sich geschlossenen, voneinander unabhängigen Episoden zugunsten folgenübergreifender Handlung. Hinzu kamen weitere Änderungen: So bekam Tool Time mit Heidi anstatt Lisa ein neues Tool-Girl, die fortan auch keine Nebenrolle mehr war. Verschiedene wiederkehrende Elemente wie Brad und Randys Ärgern von Mark wurden schlagartig seltener oder ganz gestrichen; gleichzeitig kam Neues hinzu. Handlungsstränge wie die wieder studierende Jill oder komplette Nebenfiguren und Schauplätze wie „Harrys Eisenwarenladen“ um Harry Turner wurden neu eingeführt. Auch legte man fortan mehr Wert auf Kontinuität, obwohl so teilweise Widersprüche mit den ersten beiden Staffeln entstanden: Jills Geburtstag wechselt die Jahreszeit. Die Familien von Tim und Jill treten jetzt erstmals auf, unabhängig von vorher dargelegten Familienverhältnissen.

## Figuren

### Hauptfiguren

#### Tim Taylor
Timothy „Tim“ Taylor ist glücklich mit Jill verheiratet und hat mit ihr drei Söhne: Brad, Randy und Mark. Als Tim elf Jahre alt war, verlor er seinen Vater Michael, den er sehr verehrte – ein traumatisches Erlebnis, über das er ungern redet. So wuchs er mit seinen Brüdern bei seiner Mutter Lucille auf und hat noch später Probleme, sie mit einem anderen Mann als seinem Vater zu sehen.
Tim moderiert die Heimwerkersendung Tool Time zusammen mit seinem Assistenten und guten Freund Al Borland, da er sich seit frühester Jugend für Werkzeuge, Maschinen und Fahrzeuge begeistert. All diese Dinge hält er für typisch männlich, und obwohl er glaubt, ein Fachmann auf diesen Gebieten zu sein, unterlaufen ihm infolge Leichtsinn und Selbstüberschätzung – er liest weder Gebrauchsanweisungen, noch hört er auf die Ratschläge seines Assistenten – regelmäßig grobe Fehler, die meist zu spektakulären Missgeschicken führen und vereinzelt sogar im Krankenhaus enden. Bevor Tim zusammen mit Al Tool Time moderierte, arbeitete er, vor Serienbeginn, als Werkzeugvertreter.
Zu seinen Freizeitbeschäftigungen zählt es, alte Autos (Hot Rods) und andere Gerätschaften mit „mehr Power“ auszustatten. Sein besonderer Ehrgeiz ist es, mit Tool Time erfolgreicher zu sein als Konkurrent und wirklicher Heimwerkershow-Moderator Bob Vila und seinen Nachbarn, den pensionierten Proktologen Doc Johnson, beim alljährlichen Weihnachtslichterwettbewerb auszustechen. Außerdem interessiert er sich für „Männersport“ wie Eishockey, Football, Basketball oder Motorsport.
Schwer tut er sich damit, die Welt der Frauen zu verstehen. Dies ist manchmal begleitet von unabsichtlich chauvinistisch, aber nie bösartig gemeinten Kommentaren. Er wehrt sich oft gegen Emotionen und betrachtet sie als „unmännlich“, obwohl er sie vereinzelt – oft unbeabsichtigt – zulässt. Mit seinen vielen Problemen wendet er sich stets an seinen Nachbarn und guten Freund Wilson, der ihm mit Rat zur Seite steht und oft hilft, klarer zu sehen.
In Episode 110 Der Ehrendoktor bekommt er die Ehrendoktorwürde der Western-Michigan-Universität verliehen.

#### Jill Taylor
Jillian Taylor, genannt Jill, ist die Ehefrau von Tim und die Mutter von Brad, Randy und Mark. Sie kommt aus einer strengen, straff organisierten Militärfamilie. Ihr Vater ist Colonel Fred Patterson; ihre Mutter Lilian kümmerte sich um sie und ihre vier Schwestern. Die Familie musste oft umziehen, und Gefühle standen nicht an erster Stelle, was Jill als belastend empfand.
Jill studiert ab der vierten Staffel (Folge 75: Komplexe) Psychologie, nachdem sie eine Zeitlang als Journalistin gearbeitet und ihre Stelle verloren hat. Sie schmeißt trotzdem größtenteils allein den Haushalt und kümmert sich liebevoll um die Kinder. Kochen gehört nicht zu ihren Stärken. Jill ist sehr kulturinteressiert, sie liest gern und findet Gefallen an Opern und Ballettaufführungen, was bei ihrer Familie – zunächst mit Ausnahme von Mark – auf wenig Begeisterung stößt. Zumindest teilt diese Vorliebe ihr Nachbarn Wilson, der ebenfalls großes kulturelles Wissen besitzt. Sie engagiert sich außerdem für wohltätige Zwecke wie Spendenbankette und unterstützt zu Beginn der Serie die örtliche Bibliothek. Sie versucht ständig, ihre Mitmenschen pädagogisch sinnvoll zu behandeln, und betätigt sich manches Mal auch zu Hause als Psychologin.
Zu Beginn der Serie trägt sie wadenlange Röcke und Kleider und kleidet sich auch sonst sehr konservativ. Im Laufe der Staffeln ändert sich dies, was nicht nur der Mode, sondern ihrem wachsenden Selbstbewusstsein geschuldet ist. Ihre Röcke werden kürzer, ihre Erscheinung sportlicher, und sie stellt ihre Bedürfnisse nicht mehr immer hintenan.

#### Brad Taylor
Bradley Michael Taylor, genannt „Brad“, ist der älteste Sohn der Familie Taylor. Er kommt seinem Vater am nächsten. So teilt er dessen Interesse für Sport und ist selbst auch aktiv. Besonderes Talent zeigt er im Fußball, weswegen ihm zum Ende der Serie sogar ein Vertrag für ein Profiteam in England angeboten wird. In Folge 191 Ein Sportlerschicksal erleidet er einen Meniskusriss, was ihn aber nicht vom Fußballspielen abhält. Zudem begeistert er sich wie sein Vater für Werkzeuge, Maschinen und Autos. Er hilft ihm tatkräftig beim Werkeln an den verschiedenen Hot Rods und ist der einzige Sohn, der mit seinem Vater die Tool Time moderierte. Brad zeigt ebenfalls früh Interesse am anderen Geschlecht und ist ein Mädchenschwarm. In der Schule hat er gelegentlich seine Probleme.
Während Brad zu Anfang der Handlung vor allem gemeinsam mit Randy dem jüngeren, zu diesem Zeitpunkt noch recht naiven Bruder Mark unzählige Streiche spielt, entspannt er ab Mitte der Serie sein Verhältnis zu Mark. Dies gipfelt nach Randys Abreise nach Costa Rica. Nachdem während Randys Abwesenheit Tims Bruder Marty in Folge 186 Zwei Töchter für Tim bei den Taylors eingezogen ist, muss Brad sogar zusammen mit Mark in Randys Zimmer im Keller ziehen. Brad wohnt anfangs zusammen mit Randy in einem Zimmer, erhält aber wegen Streitereien und da er der älteste Sohn ist, in Folge 66 Der Zimmerwechsel das Zimmer, in dem Mark bis dahin gelebt hat.

#### Randy Taylor
Randall William Taylor, genannt „Randy“, ist der mittlere Sohn der Familie Taylor. Er leidet ab Mitte der Serie oft daran, dass er das kleinste der Geschwister ist; sogar sein jüngerer Bruder Mark wächst im Lauf der Jahre an ihm vorbei. Dafür ist Randy das intelligenteste der Kinder. Er ist für seine geistreichen, meist ironisch-sarkastischen Bemerkungen bekannt. Tim selbst behauptet, dass er ihm in der Persönlichkeit am stärksten ähnle. Randy hat in der Schule keinerlei Schwierigkeiten – im Gegenteil: Er erledigt öfter Brads Hausaufgaben gegen einen kleinen Gefallen.
Er durchschaut außerdem schon früh die Erwachsenenwelt. Als Schöngeist ist er zugleich sensibel und hat ein gutes Gespür für seine Mitmenschen. Randy zweifelt und hinterfragt oft, ist nicht weinerlich oder zimperlich und versteht sich mit seinem Bruder Brad recht gut, besonders in den frühen Folgen, als sie vereint ihren jüngsten Bruder Mark veralbern. Später engagiert er sich für die Bürgerrechte, Gerechtigkeit allgemein und die Umwelt, besonders in seiner Tätigkeit bei der örtlichen Schülerzeitung. So verklagt er die Firma Binford wegen Umweltverschmutzung (Folge 153 Im Namen der Wahrheit) und kritisiert die Kirche. Randy arbeitet auch gemeinnützig, so etwa in einem Altersheim (Folge 159 Der ungläubige Sohn). In Folge 178 Der Nestflüchter geht Randy mit seiner Freundin Lauren im Rahmen eines Umweltprogramms nach Costa Rica und kehrt nur noch einmal zu Weihnachten zurück.

#### Mark Taylor
Marcus Jason „Mark“ Taylor ist der jüngste der drei Brüder (zu Beginn der Serie sieben Jahre) und wird, besonders in den ersten Staffeln, regelmäßig von seinen älteren Brüdern geärgert. Er bietet dafür ein gutes Ziel, da er zu Anfang sehr naiv und gutgläubig ist, woraufhin ihm seine Eltern, meist Jill, raten, nicht alles zu glauben, was Brad und Randy ihm erzählen. Der kleine Mark bewundert seinen Vater und lernt bereitwillig alles über Werkzeuge und Autos. Ansonsten teilt er die Neigungen seiner Brüder nicht. Mark kommt Jill am nächsten, er ist auch offen für Opern und Ballettvorführungen, obwohl Tim ihn lieber zum Sport mitnimmt. Im Gegensatz zu seiner Mutter hat er ein ausgesprochenes Talent zum Kochen und Backen, das er schon früh entwickelt, als er Jill bei der Küchenarbeit helfen darf. Im späteren Verlauf der Serie mausert sich Mark vom naiven Kind zum selbstbewussten Jungen, der erst Pilot werden möchte, zur Beunruhigung seiner Mutter, und sich später schwarz kleidet, um sich von der Masse abzuheben. Sein bester Freund wird der bizarre, wortkarge und ebenfalls schwarz gekleidete Ronnie. Außerdem entwickelt er ein Faible für das Drehen und Bearbeiten von Filmen.

#### Wilson Wilson jr.
Wilson Wilson jr. ist der Nachbar der Taylors. Der untere Teil seines Gesichts bleibt dem Zuschauer stets verborgen, zumeist hinter dem Gartenzaun. Er steht der Familie Taylor – vor allem Tim – immer mit Rat und Tat zur Seite. Oft zitiert er dabei Worte von berühmten Persönlichkeiten, die Tim bei deren Wiedergabe stets verdreht. Außerdem benutzt Wilson oft Wörter, die Tim nicht kennt und die er sich von Wilson buchstabieren lässt. Wilson ist ein hochintelligenter, weitgereister und somit weltoffener Intellektueller, der in einer großen Zahl von Kulturen bewandert ist und deren manchmal bizarr anmutende Traditionen und Rituale er öfter im eigenen Garten zelebriert. Er besitzt eine außergewöhnliche Sammlung fremdländischer Kultgegenstände und anderer Artefakte. Wilson war verheiratet, doch seine Frau Catherine verstarb bereits vor Serienbeginn; einzig seine Mutter, seine Nichte Willow und – in einem Gastauftritt – die Beach Boys als seine Cousins treten in der Serie auf, obwohl Wilson selbst gern von seiner Familie erzählt. Bis auf die Beach Boys und Bob, das schwarze Schaf der Familie, beginnen alle Vornamen der Wilsons mit „Wil...“.

#### Al Borland
Albert „Al“ Borland ist Tims Assistent in Tool Time und sein bester Freund, obwohl er charakterlich das genaue Gegenteil von ihm darstellt. Al ist sensibel, ruhig und besonnen. Er kennt sich vorzüglich mit Werkzeugen und Technik aus und bedenkt genau, was er tut – im Gegensatz zu Tim. Meist befürchtet er bei Tims getunten Geräten Schlimmes und warnt ihn davor, bevor dieser damit loslegt, etwa mit einer frisierten Bohrmaschine, worauf Tim stets erwidert, er wisse, was er tue. Al ist eher introvertiert, hat einen Humor, der Tim verschlossen bleibt, und ist unbeholfen im Umgang mit Frauen. Er erfindet ein Brettspiel namens The Tool Time Game, mit dem Al in der 5. Staffel (Episode 26) vorübergehend größeren kommerziellen Erfolg hat.
Er liebt seine Mutter Alma, deren Leibesfülle ebenso wie Als unzählige Flanellhemden permanent Tims Witzen ausgesetzt ist. Zum Ärger von Tim wird Al von Fans stets mehr verehrt, und viele halten Al für fähiger. Er ist eine treue Seele und ist immer da, wenn die Taylors ihn brauchen, beispielsweise zum Babysitten. Später ist er mit Brad, Randy und Mark sehr gut befreundet, hat für deren häufige Scherze und Streiche gegen ihn aber wenig übrig. Auch Wilson zählt zu seinem Freundeskreis.

#### Heidi Keppert
Sie ist das zweite, von Debbe Dunning gespielte Tool-Girl, das in der Show Tool Time ab der dritten Staffel Tim und Al assistiert. Ihr Charakter wurde im Vergleich zum ersten Tool-Girl Lisa (Pamela Anderson) stark ausdifferenziert. In einigen Folgen haben Tim und Heidi auch privat miteinander zu tun, unter anderem bei der Geburt ihrer Tochter Amy in Folge 135 Der Autokönig des Jahres oder ihrer Ehekrise mit ihrem Mann Scott.

### Nebenfiguren
Nebenfiguren chronologisch und nach Gewichtung geordnet:

#### Tims Familie
- Tims jüngster Bruder Marty, gespielt von William O’Leary. Ihm fehlt eine feste Anstellung.
- Nancy, Martys Ehefrau, gespielt von Jensen Daggett
- Ihre Zwillingstöchter Claire und Gracie, in Folge 166 Vater werden ist nicht schwer? gespielt von Kristen Hooper (als Gracie) und Kaitlyn Hooper (als Claire), danach von Ashley Trefger (als Gracie) und Lindsey Trefger (als Claire). Unter ihrer Geburt fing die Beziehung ihrer Eltern an zu leiden, bis sie in Folge 186 Zwei Töchter für Tim endgültig zerbricht und Marty mit seinen Töchtern kurzfristig bei den Taylors einzieht.
- Tims älterer Bruder Jeff, gespielt von Thom Sharp. Er leidet unter starkem Haarausfall – ein leichtes Ziel für Tims alberne Witze – und ist ab Folge 179 Familienbande mit Jills Schwester Carrie liiert. Er führt ein unstetes Berufsleben und ist mit Geschäftsmodellen wie Hundemoden schon oft gescheitert.
- Tims Mutter Lucille, Witwe von Michael (gespielt von Todd Glass), seit Tim elf Jahre alt war, gespielt von Bonnie Bartlett. Später geht sie eine Beziehung mit Tims ehemaligem Werklehrer Art Leonard ein.
- Außerdem hat Tim noch mehr Brüder: Rick, Danny und Brian; sie treten über die gesamte Strecke nie auf. John und Steve sind in Folge Ein Haus voller Erinnerungen zu sehen.

#### Jills Familie
- Fred „der Colonel“ Patterson, Jills dominanter Vater, gespielt von M. Emmet Walsh. Er kann Tim nicht leiden, spricht ihn deswegen meist nur abschätzig mit „Hey, Du!“ an und stirbt in Folge 150 Ein Colonel tritt ab.
- Lillian Patterson, Jills Mutter, gespielt von Polly Holliday
- Jills Schwestern:
  - Carrie, eine international etablierte Fotografin, gespielt von Tudi Roche, die ab Folge 179 Familienbande mit Tims Bruder Jeff liiert ist
  - Linda (gespielt von Carlene Watkins)
  - Robin (gespielt von Amy Ryan in Folge 22 Frauen und Poker, später Loryn Locklin)
  - Tracy (gespielt von Maryedith Burrell)

#### Freunde
- Jills Freundin Karen Kelly, gespielt von Betsy Randle. Sie tritt nur in den ersten zwei Staffeln auf.
- Jennifer Sudarsky, Brads erste Freundin, gespielt von Jessica Wesson
- Ashley, Brads zweite Freundin, gespielt von Leigh Ann Orsi
- Angela, eine andere Freundin von Brad, gespielt von Kristin Clayton
- Randys erste Freundin Beth, gespielt von Anndi McAfee
- Michelle Russell, Randys Freundin, deren Eltern sich dank Jill beinahe trennen, gespielt von Kimberly Cullum
- Lauren, Randys andere Freundin, mit der er auch nach Costa Rica fliegt, gespielt von Courtney Peldon
- Marie, Jills Freundin, gespielt von Mariangela Pino, und ihr Mann Joe, gespielt von Robert Picardo
- Patty, eine Fotografin und Studienkollegin von Jill, gespielt von Tammy Lauren
- Jason, Brads unsympathischer Freund, gespielt von Jarrad Paul
- Ronny, Marks skurriler Freund in den letzten beiden Staffeln, gespielt von Kaylan Romero
- Willow Wilma Willy Wilson, Wilsons Nichte, die später zu ihm zieht, gespielt von China Kantner
- Judith, Jills Psychologiedozentin, die wegen ähnlicher Interessen eine Beziehung mit Wilson eingeht. Sie wird gespielt von Beth Dixon.

Dazu kommen einige Figuren aus dem Laden Harrys Eisenwaren:
- Harry Turner von Harrys Eisenwaren (im Original: Harry’s Hardware), gespielt von Blake Clark. Das einzig Erfreuliche an seiner Ehe, die er ständig als Joch darstellt, ist für ihn noch das Sexleben, dank seiner Vasektomie. Im Eisenwarenladen erleidet er einen Herzinfarkt, den er überlebt. Später ziehen er und seine Frau aus Gesundheitsgründen nach Tucson, Arizona.
- Harrys Frau Delores, gespielt von Shirley Prestia. Sie ist Kellnerin im The Copper Kettle, als die sie ursprünglich auch nur eingeführt wurde. Sie ist eine starke, aber pessimistische, störrische Frau, welche die ihrer Meinung nach verpfuschte Ehe stoisch erträgt. Delores ist berüchtigt für ihren bösen Blick, den sie ab und zu einsetzt, um ihren Mann zu maßregeln oder ihren Willen gegen ihn durchzusetzen.
- Wes Davidsons Schwager Benny Baroni, der immer – meist bei Harrys Eisenwaren – schnorrt, gespielt von Jim Labriola

#### Tool Time
- Tool-Girl Lisa, gespielt von Pamela Anderson. Sie schied zum Ende der zweiten Staffel aus der Serie aus, hat aber in Folge 151 Liebe und Eifersucht noch einmal einen Gastauftritt.
- Peter „Pete“ Bilker von der K&B Construction Company aus Bay City, Michigan, gespielt von Mickey Jones
- Dwayne von der K&B Construction Company aus Bay City, Michigan, gespielt von Gary McGurk
- Rock von der K&B Construction Company aus Bay City, Michigan, gespielt von Casey Sander
- Mr. John Binford, gespielt von Noble Willingham
- Maureen Binford, seine Tochter, die später seine Firma leitet, da er auf Hochzeitsreise geht, gespielt von Vicki Lewis
- Wes Davidson, Binfords Chef nach Mr. Binfords Tod, gespielt von Joel Polis
- Bud Harper, Binfords Chef nach Wes Davidson, gespielt von Charles Robinson
- Klempnermeister Felix Myman, gespielt von Al Fann
- George „Sparky“ Henderson, Tims Fahrzeugsattler

#### Familie und Freunde von Al Borland
- Greta Post, als erste Freundin in der Serie, die er in einem Frauenspezial von Tool Time (Folge 10 Die Frau im Haus …) kennenlernt. Gespielt von Jennifer Nash
- Dr. med. dent. Ilene Louise Markham, als zweite folgenübergreifende Freundin, gespielt von Sherry Hursey. Sie ist Kieferorthopädin.
- Gertrude „Trudy“ McHale, als letzte folgenübergreifende Freundin und spätere Ehefrau, gespielt von Megan Cavanagh. Ihr Wohlstand stand der Beziehung zu Al anfangs im Weg.
- Cal Borland, als älterer und einziger Bruder, gespielt von Keith Lehman
- Alma Borland, als nie ganz gezeigte stark übergewichtige Mutter. Sie stirbt im Lauf der achten Staffel.

#### Bekannte
- Antonio, der Kellner, der Tim und Jill in fast jedem Restaurant ärgert, gespielt von Vasili Bogazianos
- Irma, Moderatorin von Kochen mit Irma, gespielt von Angela Paton
- Art Leonard, Tims alter Werkerziehungslehrer, gespielt von Dick O’Neill. Er geht später eine Beziehung mit Tims Mutter Lucille ein.
- Fred, Ned und Ted, Drillinge, die Tim immer wieder ärgern, indem sie auf alle Fragen Tims stets ausweichend, ohne Lösungsansatz, antworten. Einer managt ein Footballstadion (Ted, Folge 160 Thanksgiving einmal anders), einer arbeitet als „Mädchen für alles“ am Flughafen in Alpena (Fred, Folge 112 Die Elfenparade), der letzte besitzt eine Tankstelle (Ned, Folge 135 Der Autokönig des Jahres), alle drei gespielt von Tom Poston.
- George, ein Verbrecher, den Tim und Al im Gefängnis kennenlernen (Folge 95 Das fidele Gefängnis, 189 Die Donut-Detektive), gespielt von Mike Grief
- Ian, ein Mann, zu dem sich Jill im Fitnessstudio sehr hingezogen fühlt (Folge 158 Heimliche Leidenschaft), und Tims „Granitheini“ (Folge 168 Szenen einer Ehe), gespielt von Tom Wopat

### Gastauftritte
Besonders häufig traten hier amerikanische Sportler verschiedener „Männersportarten“ wie Baseball oder American Football auf. Nachfolgend eine Liste der mehrfachen oder besonderen Gastauftritte:
- George Foreman als er selbst in Folge 19 Die Pechsträhne
- Bob Vila als er selbst. Er ist Tims Erzfeind, da er alles besser kann (Folgen 17 Der Guru, 48 Springt er an?, 49 Das große Rennen, 74 Das große Rennen II)
- Ernest Borgnine und Jack Elam als zwei pensionierte Fließbandarbeiter einer Autofabrik in Folge 20 Typisch Frau
- Mario Andretti und sein Sohn Michael treten einige Male als sie selbst in Tool Time auf (Folgen 31 Der Umzug, 70 Geldprobleme (nur Michael Andretti), 136 Ein Herz aus Gold, 203 Abschied vom Heimwerkerkönig Teil 3 (nur Mario Andretti))
- Jimmy Carter in Folge 67 Teamgeist
- Victoria Principal als Les Thompson (Folge 71)
- Lt.Cmdr. Kenneth D. Bowersox als er selbst (Folge 73 Der Computer-Casanova, 117 Angst vorm Fliegen, 175 Das Weltall ruft)
- Jay Leno als zynischer Mechaniker Jay (Folge 88 Aus neu macht alt) und als er selbst (Folge 190 Die Schreibblockade)
- Dave Chappelle und Jim Breuer als Dave Carlisle und John Butler, was zu einem Spin-off namens Buddies führte (Folge 94 Die Uniprüfung)
- Alan Jackson als er selbst (Folge 118 Zwei wie Pech und Schwefel), hat dort keine handlungstragende Rolle, sondern präsentiert dort nur ein Lied (Mercury Blues)
- Larry Hankin als Clifford Warren, alias Tims Freund Halloween-Larry (Folge 133 Wer zuletzt lacht …)
- Alan Jardine, Matt Jardine, Bruce Johnston, Mike Love und Carl Wilson (The Beach Boys) als sie selbst (Folge 140 Karate Kid kehrt zurück). Sie spielen Cousins von Wilson und singen ein Lied.
- Cory Everson als sie selbst in Folge 155 Wunderkind Brad
- Dan Aykroyd in seiner Rolle als Reverend Mike Webber (Crossover in Folge 159 Der ungläubige Sohn) aus der Sitcom Ein Pastor startet durch (im Original Soul Man)
- Rodney Dangerfield als er selbst in Folge 160 Thanksgiving einmal anders
- Payne Stewart als er selbst in Folge 169 Die Schöne und der Bär.

## Running Gags
Das Gesicht von Nachbar Wilson ist während der gesamten Serie in nur zwei Szenen vollständig zu sehen; fast ausnahmslos wird es unterhalb der Nase von irgendetwas verdeckt. In den meisten Fällen dient der Zaun zwischen den beiden Grundstücken dazu. Im Lauf der Serie werden die Mittel, um seine Gesichtszüge teils zu verbergen, immer phantasievoller. Ein Beispiel dafür ist eine Szene in Das fidele Gefängnis (Folge 95), in der Mark Taylor seinem Babysitter Wilson im Rahmen eines Schulprojekts Pappmaché ins Gesicht modelliert, sodass nur seine untere Gesichtshälfte zu sehen ist. In der letzten Folge Backstage Pass, als sich abschließend alle Schauspieler vom Publikum verabschieden, zeigt Earl Hindman sein ganzes Gesicht. Es ist jedoch bereits früher in den Folgen 80 (Geld stinkt nicht) und 140 (Karate Kid kehrt zurück) zu sehen. In der erstgenannten Episode trägt Wilson ein Halloweenkostüm und Make-up, seine untere Gesichtshälfte ist jedoch uneingeschränkt zu erkennen.
Sämtliche meist philosophischen Ratschläge von Wilson gibt Tim später hoffnungslos sinnentstellt wieder. Zumeist beginnt es bereits damit, dass Tim um einer Anleitung zum Schreiben von komplexen Begriffen bittet, nachdem Wilson ihm einen Ratschlag gab.
Ein weiterer Running Gag ist ein über der Treppe verlaufendes Rohr im Keller der Familie Taylor, an dem sich Tim jedes Mal beim Betreten den Kopf stößt. Mitunter passiert ihm dies auch in fremden Kellern oder im Maschinenraum eines Flugzeugträgers während der Dreharbeiten zu Tool Time.
Bei jeder Gelegenheit wird darauf angespielt, dass Jills Kochkünste miserabel sind. Oft bieten Gemüse und diverse Aufläufe Anlass dazu.
Immer wiederkehrend sind auch Anspielungen auf Tims  Anfälligkeit für Verletzungen aller Art. Meist entstehen diese Verletzungen bei seinen „Verbesserungen“ an diversen Maschinen oder aufgrund seiner ausgesprochenen Tollpatschigkeit. Bei jedem Krankenhausbesuch empfängt ihn das Personal wie einen guten Bekannten. So nennt man ihn den „besten Kunden“, hält sogar eine Tasse mit der Aufschrift „Tim“ bereit und hat den Krankenhaus-Fragebogen bereits vorausgefüllt. Auch bei der örtlichen Feuerwehr ist Tim bestens bekannt. Seine Umgebung hat sich ebenfalls darauf eingestellt und hält Verbandsmaterialien und Notrufnummern parat, sodass in Sekundenschnelle Erste Hilfe geleistet und die Rettung alarmiert werden kann.
Tim ist nie zufrieden mit den Standard-Ausführungen alltäglicher Gegenstände und muss diese immer übertrieben verbessern – die Maschinen benötigen „mehr Power“. So hat er beispielsweise seinen Rasenmäher mit einem 150 PS starken Motor getunt.
Tim ist ein Fan großer oder als äußerst männlich beschriebener Maschinen. So hat Tim, trotz seiner offensichtlichen Unerfahrenheit, bereits einen Panzer manövriert. Meist wird Tim die Benutzung dieser Maschinen untersagt, da die Besitzer durch die Sendung Tool Time über Tims Tollpatschigkeit bestens informiert sind. Das hält Tim aber nicht davon ab, dennoch – wohlwissend der Verbote – diese Maschinen illegalerweise zu bedienen. So steuerte Tim einen Baustellenkran oder den Flugzeugträger Constellation der United States Navy.
In allen Staffeln tritt Milton (gespielt von Milton Canady) auf. In seinem Umfeld fallen meist Anspielungen auf Homosexualität, die dieser mit dem Satz „Hey, bei so ’nem Schweinkram mach ich nicht mit!“ (im Original „Hey, I don’t go for that sort of thing!“) kommentiert.
Tim gibt in beinahe jeder Tool-Time-Folge seinem Assistenten Al einen neuen Spitznamen, so etwa „Al ‚der ewige Assistent‘ Borland“.
Das Übergewicht von Als Mutter und ihre enorme Kleidergröße zählen ebenfalls zu den Running Gags der Serie. Zu gern spielt Tim darauf in Tool Time an, etwa beim Schleifen von Ski („Was machen die Zahnstocher deiner Mutter hier, Al?“) oder wenn er scherzhaft ein Zirkuszelt als bevorzugtes Kleid Almas bezeichnet.
Wenn Tim seinem Assistenten eine sinnbefreite Aufgabe stellt oder eine unwahre Erklärung abgibt,  antwortet Al stets mit „Das glaube ich nicht, Tim“. Dieser Satz ist zum beliebten Zitat unter den Fans der Serie geworden.
Tim hat eine einseitige Rivalität mit Bob Vila (gespielt von ihm selbst) um die Vorherrschaft der besten Heimwerkershow. Jedes Mal, wenn Bob in Erscheinung tritt, wird dieser von Al, Heidi und den Studiogästen übertrieben verehrt.
Manchmal geben verschiedene Personen gegenüber Tim zu, dass sie seinen Assistenten Al lieben, worauf Tim stets peinlich berührt zustimmt oder, wenn Tim die Person persönlich kennt, mit „Al ist mein Assistent, er assistiert mir“ antwortet.

## Al undTool Time
Al ist beim Publikum von Tool Time meist beliebter als Tim. Wenn sich jemand vor Tim als Fan von Al offenbart, ruft er – vor allem in früheren Folgen – entweder „Wir alle lieben Al!“ oder „Al ist mein Assistent, er assistiert mir!“ Wenn Tim eine fachliche Frage stellt, antwortet Al meistens mit „Das glaube ich nicht, Tim!“ Diese Worte wurden derart populär, dass später andere Figuren, beispielsweise der als Al verkleidete Mark, auf diesen Satz anspielen. Tim lässt sich immer wieder gern über Als unerschöpflich scheinenden Fundus an Flanellhemden aus.
Ein weiteres wiederkehrendes Element sind Zimmer, die eigens nach „Männerbedürfnissen“ eingerichtet sind, wie das „Männerschlafzimmer“, der „Männerfitnessraum“, das „Männerbadezimmer“ oder die „Männerküche“. Charakteristisch ist auch der Satz „Wir melden uns gleich wieder nach der Binford-Werbung“, mit dem sich Tim manchmal rettet, wenn etwas in der Sendung schiefläuft. Redet sich Tim im Studio in Rage und gibt etwa chauvinistische Äußerungen von sich, hält Al ein Schild mit der Adresse des Senders in die Höhe und witzelt: „Bei Beschwerden wenden Sie sich bitte an ...“

## Synchronisation
Die ersten drei Staffeln der Serie wurden zunächst im Auftrag der ARD von Studio Hamburg Synchron bearbeitet. Die Dialoge schrieb Heinz Freitag, und Renate Pichler führte Regie. Die ersten fünf Folgen waren um mehrere Minuten gekürzt.
Mit dem Senderwechsel vom Ersten zu RTL wurden die ARD-Fassungen verworfen; die Serie sowie die Episoden erhielten neue Titel. Für die Synchronisation zeichnete nun die Münchner Plaza Synchron verantwortlich. Die Dialogbücher der RTL-Fassung schrieben Hans-Peter Kaufmann und Klaus Pfeiffer. Synchronregie führte während der letzten beiden Staffeln Peter Woratz.
Da RTL erst 1996 mit der Ausstrahlung begann und die ersten fünf Staffeln am Stück zeigte, konnten die Sprecher der Kinderrollen nicht gleichzeitig mit den Darstellern altern; daher synchronisierten mehrere Sprecher jeden einzelnen Sohn von Tim Taylor.
| Rolle                          | Darsteller             | Deutscher Synchronsprecher (Das Erste) | Deutscher Synchronsprecher (RTL)                                                                  |
| ------------------------------ | ---------------------- | -------------------------------------- | ------------------------------------------------------------------------------------------------- |
| Timothy „Tim“ Taylor           | Tim Allen              | Eberhard Haar                          | Fritz von Hardenberg                                                                              |
| Jillian „Jill“ Taylor          | Patricia Richardson    | Isabella Grothe                        | Dagmar Dempe                                                                                      |
| Bradley Michael „Brad“ Taylor  | Zachery Ty Bryan       | Mascha Pietruska                       | Florian Beba (Staffel 1–2) Benedikt Gutjan (Staffel 3–6) Dominik Auer (Staffel 7–8)               |
| Randall William „Randy“ Taylor | Jonathan Taylor Thomas | Tim Knauer                             | David Lütgenhorst (Staffel 1–2) Clemens Ostermann (Staffel 3–5) Butz Combrinck (Staffel 6–7)      |
| Marcus Jason „Mark“ Taylor     | Taran Noah Smith       | Jannik Endemann                        | Raphael Martinez (Staffel 1–2) Daniel Schlauch (Staffel 3–5 und 7–8) Oliver Cresswell (Staffel 6) |
| Albert „Al“ Borland            | Richard Karn           | Douglas Welbat                         | Gudo Hoegel                                                                                       |
| Wilson Wilson jr.              | Earl Hindman           | Rolf Jülich                            | Michael Habeck                                                                                    |
| Heidi Keppert                  | Debbe Dunning          | Katja Seka                             | Solveig Duda (Staffel 3–4) Veronika Neugebauer (Staffel 5–8)                                      |
| Lisa                           | Pamela Anderson        | Kerstin Draeger                        | Claudia Lössl                                                                                     |
| Harry Turner                   | Blake Clark            |                                        | Thomas Piper                                                                                      |
| Marty Taylor                   | William O’Leary        |                                        | Tobias Lelle                                                                                      |
| Bud Harper                     | Charles Robinson       |                                        | Manfred Erdmann                                                                                   |
| Benny Baroni                   | Jim Labriola           |                                        | Ulf J. Söhmisch                                                                                   |
| Lillian Patterson              | Polly Holliday         |                                        | Ursula Traun                                                                                      |
| Fred „Der Colonel“ Patterson   | M. Emmet Walsh         |                                        | Hartmut Neugebauer                                                                                |

## Hintergrund
Die Sitcom war in den 1990er Jahren sehr erfolgreich. Sie basiert auf einem Stand-up-Programm von Tim Allen und auf dessen zum Programm gehörenden Buch Men are Pigs. Tim Allen erhielt für die letzte Staffel 1,25 Millionen US-Dollar Gage pro Folge.
In der letzten Staffel schied Jonathan Taylor Thomas aus unbekannten Gründen aus der Serie aus. Einem Gerücht zufolge stritt er hinter den Kulissen mit Tim Allen; andere meinen, er wollte sich auf seine Ausbildung konzentrieren. Selbst für den finalen Dreiteiler – Abschied vom Heimwerkerkönig – und Das Backstage-Special: Hör' mal wer da hämmert kehrte er nicht zurück, allerdings absolvierte er nach seinem Ausscheiden noch drei Gastauftritte in den Folgen 177 Der Raftingtrip, 178 Der Nestflüchter und 187 Ein Fest der Liebe? In der Serie wird diese Lücke damit erklärt, dass er mit seiner Freundin Lauren an einem einjährigen Umweltschutzprogramm in Costa Rica teilnimmt.
2003, vier Jahre nach der letzten Folge, führte das Wadsworth Theatre live das Special Tim Allen präsentiert: Das große Special zu Hör mal, wer da hämmert! (im Original: Tim Allen Presents: A User’s Guide to Home Improvement, deutsch etwa: „Tim Allen präsentiert: Eine Gebrauchsanweisung zu Hör mal, wer da hämmert!“) auf. Neben Tim Allen traten unter anderem Richard Karn, Debbe Dunning und Casey Sander – letzterer als DJ – auf der Bühne auf. Dieses Stück strahlte im deutschsprachigen Raum erstmals RTL am 18. Dezember 2004 aus.

### Verbindungen zu anderen Fernsehserien
Diese von Touchstone Pictures, einer Disney-Tochter, produzierte Fernsehserie spielt vielfach auf andere Disney-Produktionen an. So sieht man Tim Taylor in Folge 166 Vater werden ist nicht schwer? mit einer Buzz-Lightyear-Actionfigur spielen – diese Figur synchronisierte Tim Allen im Film Toy Story. In derselben Folge kommentiert Randy ein Simba-Plüschtier – Jonathan Taylor Thomas’ Rolle in Der König der Löwen. Ähnliche Momente ziehen sich durch die gesamte Serie. Außerdem ist in Toy Story ein Binford-Werkzeugkasten zu sehen.
Einen Gastauftritt absolvierte Tim Allen als Tim Taylor bereits, als Dachdeckerarbeiten in der Drew Carey Show (Folge 100: Der Dachschaden), notwendig wurden. Die nötigen Kenntnisse beschafft man sich in einem Tool-Time-Video.
Hör mal, wer da hämmert erhielt eine Spin-off-Serie: Die Sitcom Buddies wurde um die Figuren Dave Carlisle und John Butler entwickelt, gespielt von den in Deutschland eher unbekannten amerikanischen Stand-up-Comedians Dave Chappelle und Jim Breuer. Erstmals traten sie sie in der Hör-mal-wer-da-hämmert-Folge 94 Die Uniprüfung auf. Infolge verschiedener Probleme – Jim Breuer wurde beispielsweise durch Christopher Gartin ersetzt – verzögerte sich der Start der neuen Serie um ein Jahr und der Werbeeffekt konnte nicht genutzt werden. Schließlich wurde die Serie nach fünf von 13 produzierten Folgen abgesetzt und ist heute nahezu vergessen.
Ein gegenseitiges Crossover gab es zwischen Hör mal, wer da hämmert und Ein Pastor startet durch. Als Dan Aykroyd als Reverend Mike Webber in Folge 159 Der ungläubige Sohn die Tool Time besucht, finden sich sowohl Tim Taylor (Folge 2 Der Ganovenchor) als auch Al Borland (Folge 3 Versprochen ist versprochen) und Brad Taylor (Folge 8 Hör mal, wer da predigt) in der anderen Serie wieder. Doch auch diese Sitcom brachen die Produzenten nach eineinhalb Staffeln ab. In Deutschland wurde sie bislang einmal – 2005 auf Super RTL – ausgestrahlt.
1994 startete die Sitcom Thunder Alley um den älteren ehemaligen Rennfahrer und Mechaniker Gil Jones aus Detroit vom gleichen Team, das auch Hör mal, wer da hämmert produzierte. In Thunder Alleys Folge 14 First Date bittet Brad Taylor um ein Rendezvous mit Gils Enkeltochter Claudine. Nach zwei Staffeln wurde auch diese Serie eingestellt und in Deutschland bis heute nie ausgestrahlt.
In der 2011 gestarteten Sitcom Last Man Standing, in der Tim Allen die Hauptrolle des Mike Baxter spielt, finden sich etliche Anspielungen auf Hör mal, wer da hämmert. In der 2. Episode der 9. Staffel Der doppelte Mike treffen Tim Taylor und Mike Baxter aufeinander; dabei wird auch die Ähnlichkeit der beiden Charaktere thematisiert.

### Ausstrahlung im deutschsprachigen Raum
Gesendet wurde die Serie zunächst auf Das Erste; sie wechselte dann zu RTL, wo man sie in einer neuen Fassung zeigte. Seitdem lief ausschließlich die RTL-Fassung auf den Sendern der RTL Group (VOX, RTL 2, Super RTL und zuletzt auf Nitro), ebenso im Disney Channel und bei Comedy Central sowie dem Pay-TV-Sender TNT Serie.
In Österreich lief die Serie in der RTL-Fassung auf ORF 1 und ATV, in der Schweiz auf SRF 1 und SRF 2.

### DVD-Veröffentlichung
Die Serie liegt seit 2009 komplett auf DVD vor. Jede Staffel ist in einer eigenen Box erschienen; mittlerweile wird auch eine Gesamtedition angeboten.

## Trivia
- Nur Tim Allen und Patricia Richardson (Jill) spielen in allen Folgen mit.
- Ursprünglich war Frances Fisher für die Rolle der Jill vorgesehen. Jedoch reagierte das Publikum ablehnend auf Fisher, während sie den Pilotfilm drehte. Beobachter bezeichneten ihre Darstellung als „weinerlich und verzweifelt“. Daraufhin wurde sie durch Patricia Richardson ersetzt.[5]
- Tim ruft in Tool Time öfter nach einem Mitarbeiter namens Klaus (in der deutschen Synchronisation zeitweise auch Bill), wenn dieser ein Geräusch einspielen soll. Dabei handelt es sich um Klaus Landsberg, der bei den Dreharbeiten zu Hör mal, wer da hämmert tatsächlich für den Ton verantwortlich war.[6]
- Das Tool-Time-Publikum ist das echte Publikum der jeweiligen Hör-mal-wer-da-hämmert-Aufzeichnung.[5]
- Zur Serie wurde auch das Jump-’n’-Run-Videospiel Home Improvement: Power Tool Pursuit für das SNES veröffentlicht. Das Spiel erschien 1994 und wurde von Absolute Entertainment entwickelt. Besonders bekannt ist das Spiel für das Fehlen einer Gebrauchsanleitung. Stattdessen lag dem Spiel ein Zettel bei mit der Aufschrift: „Real men don’t need instructions“ (etwa: „Echte Männer brauchen keine Gebrauchsanweisungen“).[7]
- Der Film Toy Story spielt auf die Serie an: In der Szene, in der Buzz Woody rettet, indem er den Werkzeugkasten von der Kiste schiebt, kann man sehen, dass „Binford“ auf dem Kasten steht. Im Original leiht Tim Allen Buzz Lightyear seine Stimme.
- In der Simpsons-Folge Homer der Weltraumheld (Deep Space Homer) (Staffel 5, Folge 15) findet man eine kurze Parodie auf Hör mal, wer da hämmert.[8]: Im Fernsehen ist dort die Serie zu sehen, und Tim Taylor überfährt in dem Moment mit seinem Rasenmäher versehentlich im Rückwärtsgang seinen Nachbarn Wilson, weswegen er befürchtet, wieder im Knast zu landen – eine Anspielung auf die kriminelle Vergangenheit von Tim Allen.
- Die meisten der Binford-Produkte ab der dritten Staffel tragen „Binford 6100“ im Namen. Anfangs hatten Binford-Werkzeuge gar keine Nummer (vergleiche das „Binford-Powerband“ in Folge 1 Das Heimwerker-As); Nummern etablierten sich kurz darauf vor allem für neu in Tool Time vorgestellte Produkte.
- Debbe Dunning, die ab der dritten Staffel die Rolle der Heidi Keppert spielt, ist bereits früher in der Serie zu sehen. In der dritten Folge der zweiten Staffel spielt sie eine Restaurantbesucherin namens Kiki Van Fursterwallenscheinlaw, die von Tim Taylor ein Autogramm ergattern will.
- In der 25. Episode der sechsten Staffel zeigt Tim in Tool Time ein selbstgemaltes Bild einer Katy Allen, die Tim Allens Tochter ist.